# Rio Tietê
 (août 2014).
Si vous disposez d'ouvrages ou d'articles de référence ou si vous connaissez des sites web de qualité traitant du thème abordé ici, merci de compléter l'article en donnant les références utiles à sa vérifiabilité et en les liant à la section « Notes et références ».
Le rio Tietê est une rivière brésilienne de l'État de São Paulo. Il est bien connu au Brésil du fait qu'il traverse la mégalopole de São Paulo.
Il naît à Salesópolis, dans la Serra do Mar, à 1027 mètres d'altitude. Bien que sa source ne soit qu'à 22 km du littoral, les escarpements de la Serra do Mar l'obligent à cheminer en sens inverse vers l'intérieur du pays. Il traverse dès lors l'État de São Paulo du sud-est vers le nord-ouest jusqu'à son embouchure dans le lac artificiel formé par le barrage de Jupiá sur le rio Paraná, à quelque 50 km de la ville de Pereira Barreto. Sa longueur totale est de 1150 kilomètres.

## Description du cours

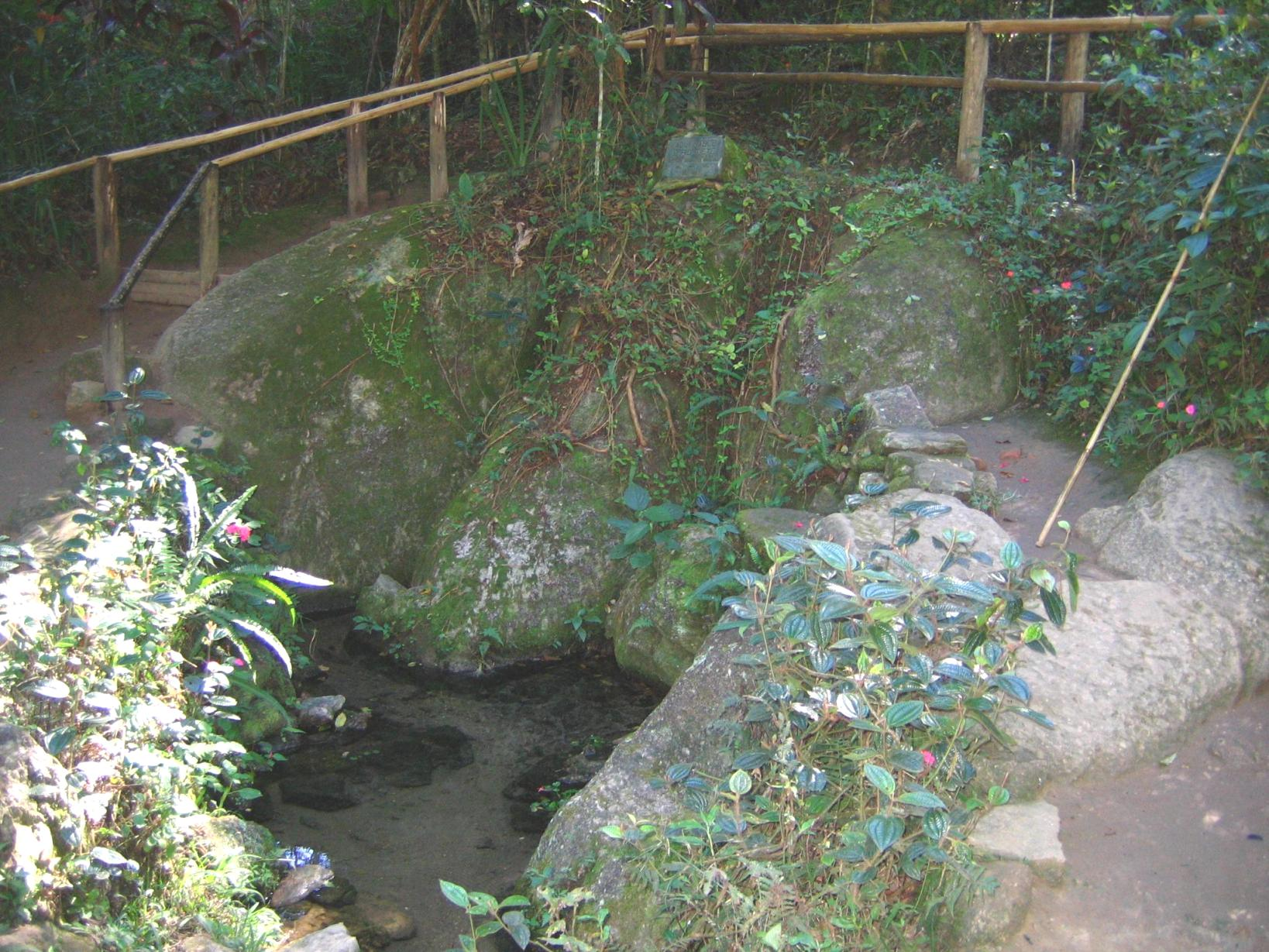
Naissance du rio Tietê à Salesópolis. L'eau coule sur les pierres

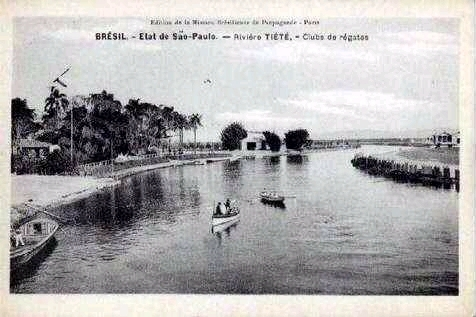
Rio Tietê à São Paulo, une vieille carte postale

Le Tietê traverse toute la région métropolitaine de São Paulo, et de là coule encore 1 100 km, jusqu'à la municipalité d'Itapura, à son embouchure dans le rio Paraná, à la frontière avec le Mato Grosso do Sul.
À São Paulo, il est bordé par la voie expresse Marginal Tietê, qui avec la Marginal Pinheiros, représente le principal système de circulation dans la ville.
Après être sorti de la cité de São Paulo, le Tietê passe par une usine hydroélectrique dans la municipalité de Santana de Parnaíba (appelée Edgar de Souza), et un peu plus loin se trouve le barrage de Pirapora do Bom Jesus.
Le Tietê draine une aire composée de six bassins hydrographiques (Alto Tietê (haut Tietê), Sorocaba/Médio Tietê (Sorocaba/moyen Tietê), Piracicaba-Capivari-Jundiaí, Tietê/Batalha, Tietê/Jacaré et Baixo Tietê (Bas Tietê)), et ce dans une des régions les plus riches de l'hémisphère Sud. Tout au long de son parcours ses eaux baignent 62 municipalités.

## Pollution
Passant par São Paulo, la rivière est extrêmement polluée. Mais il n'en a pas toujours été ainsi. Dans les années 1960 il y avait encore des poissons dans la rivière dans son tronçon "capitale" et on en pêchait. Il y avait aussi des régates fameuses et très disputées.
On peut situer la cause de la pollution du Tietê, car elle coïncide avec la forte expansion industrielle de la ville de São Paulo. Cette dégradation coïncide aussi avec la construction de la retenue de Guarapiranga, pour la génération d'énergie.
À partir de 1992, après d'intenses pressions populaires, le gouvernement de l'État a promis d'établir un plan de dépollution. Cette tâche difficile a reçu le nom de Projeto Tietê ou Projet Tietê. Ce projet n'est pas uniquement gouvernemental car il comporte la participation active d'organisations de la société civile. 
Au début du programme, le pourcentage d'eaux d'égout traitées par rapport aux égouts collectés ne dépassait pas 20 % (dans la région métropolitaine de São Paulo). En 2004, ce pourcentage était de 63 %. On espère qu'en fin de programme cet indice atteindra 90 %.
Depuis le début du programme de dépollution en 1992, on a déjà investi plus d'un milliard et demi de US$.

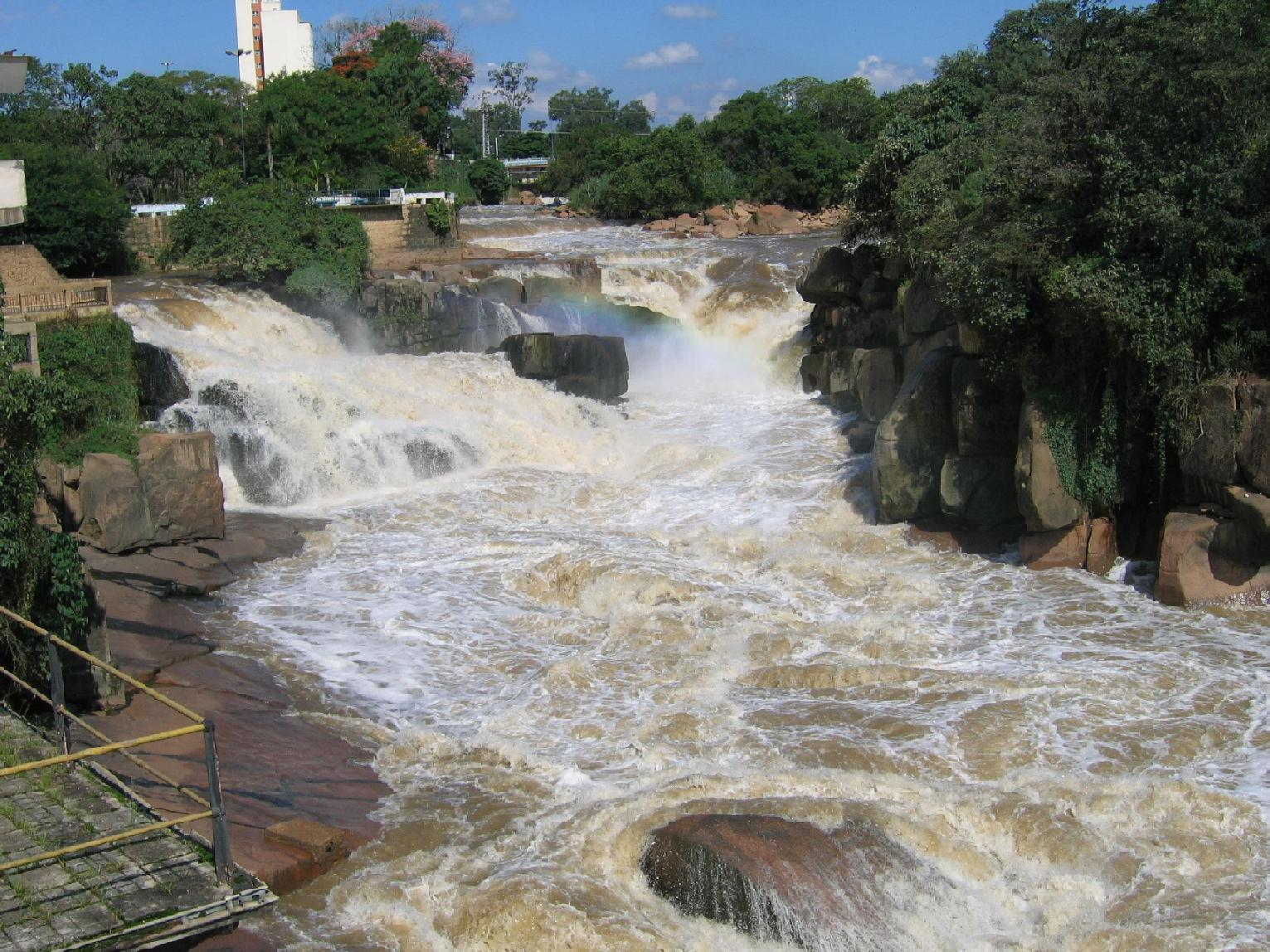
Rio Tietê dans la ville de Salto (São Paulo)

## Équipement: les barrages
Tout au long du rio Tietê ont été construits plusieurs barrages dans le but d'utiliser son important potentiel hydroélectrique, mais aussi de permettre la navigation. Citons :
- Le Barrage Edgard de Souza, à Santana do Parnaiba.
- Le Barrage de Pirapora do Bom Jesus, à Pirapora do Bom Jesus
- Le Barrage de Rasgão, dans la municipalité de Pirapora do Bom Jesus.
- Le Barrage de Laras, près de Laranjal Paulista
- Le Barrage de Anhembi, près de la ville d'Anhembi.
- Le Barrage de Barra Bonita, près de la ville de Barra Bonita
- Le Barrage de Bariri, près de la ville de Bariri.
- Le Barrage d'Ibitinga, entre les localités de Borborema et de Iacanga.
- Le Barrage de Promissão, près des villes de Promissão et de Avanhandava
- Le Barrage de Três Irmãos - Il a permis l'utilisation d'une partie de l'eau du rio Tietê dans l'usine d'Ilha Solteira grâce à la déviation par le canal Pereira Barreto qui connecte les lacs des deux barrages.

## Les écluses
Ci-dessous un tableau reprenant les principales caractéristiques des écluses jalonnant son parcours. Attention, l'écluse de Santa Maria, la dernière mentionnée, ne se trouve pas sur le Tietê, mais sur son affluent le plus important, le rio Piracicaba.
| Barrage          | kilométrage depuis le rio Paraná | dénivellation en mètres | longueur en m. | largeur en m. | profondeur en m. | nombre d'unités | temps en minutes | capacité millions ton. |
| ---------------- | -------------------------------- | ----------------------- | -------------- | ------------- | ---------------- | --------------- | ---------------- | ---------------------- |
| Tres Irmãos      | 40                               | 51,5                    | 142            | 12,1          | 3,5              | 2               | 8                | 16                     |
| Nova Avanhandava | 185                              | 35,6                    | 142            | 12,1          | 3,5              | 2               | 6                | 16                     |
| Promissão        | 237                              | 27,5                    | 142            | 12,0          | 3,0              | 1               | 15               | 16                     |
| Ibitinga         | 350                              | 24,3                    | 142,5          | 12,0          | 3,0              | 1               | 12,25            | 18,6                   |
| Bariri           | 428                              | 24,0                    | 142            | 12,0          | 3,0              | 1               | 10,33            | 19,3                   |
| Barra Bonita     | 488                              | 25,5                    | 147,2          | 11,8          | 3,0              | 1               | 12,0             | 20,25                  |
| Santa Maria      | 22 (depuis le Tietê)             | 17,5                    | 142            | 12,1          | 3,5              | 1               | 10,0             | 20                     |

Ajoutons que le canal Pereira Barreto a une profondeur de 3,5 mètres et une capacité de 16 millions de tonnes annuelles de fret. Il a une longueur de plus ou moins 10 km et permet le trafic de convois de 144 m de long, 11,6 mètres de large et 2,5 m de tirant d'eau, sans 
restriction de croisement avec d'autres convois. 
En amont du barrage de Barra Bonita et de son écluse le rio Tietê est encore navigable sur 191 kilomètres, jusqu'à la ville de Laras, non loin de São Paulo.

## Le bassin Paraná - Tietê

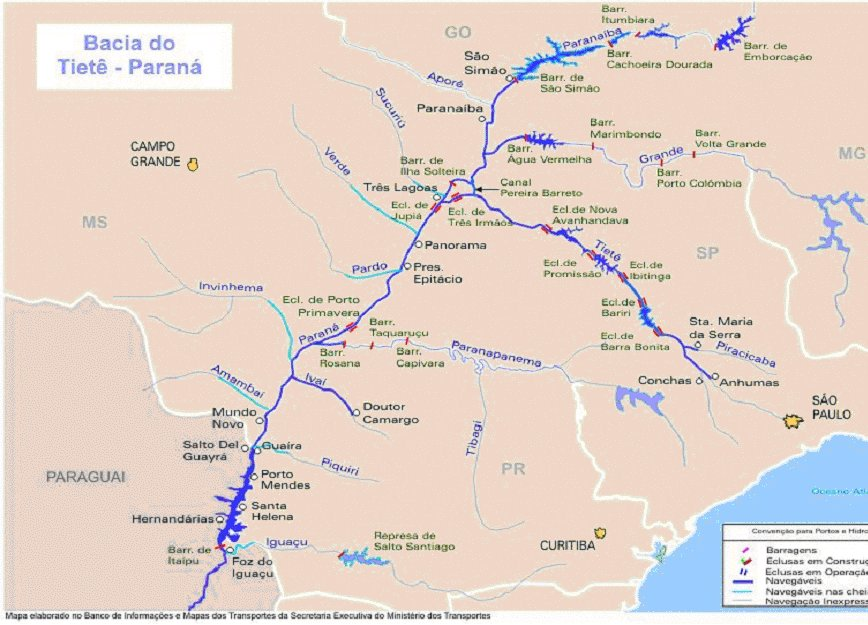
Carte du bassin du haut Paraná brésilien et du rio Tietê, avec détails concernant barrages et écluses - cliquez pour agrandir et voir correctement)

## Galerie de photos

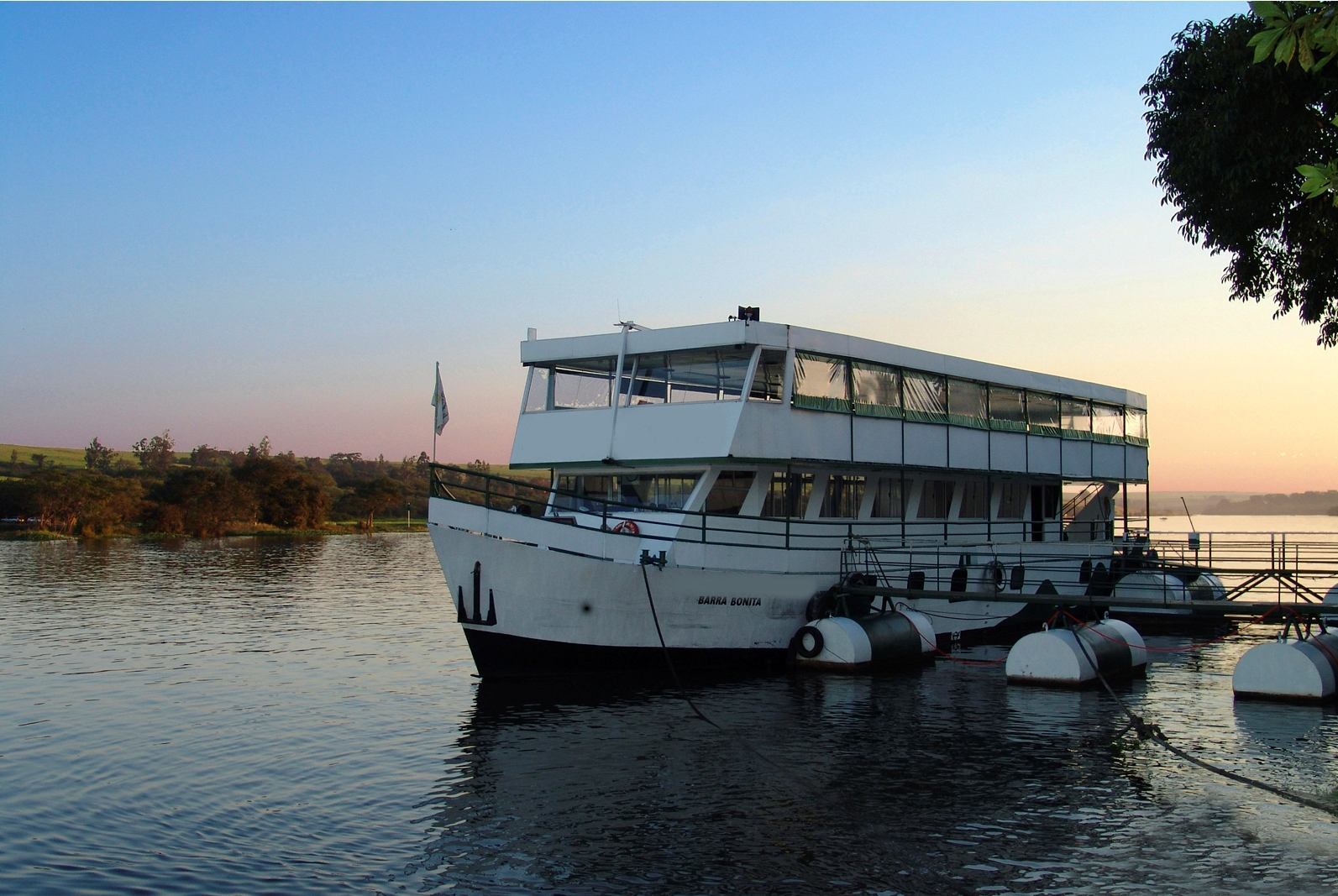
Navire de tourisme sur le rio Tietê à Barra Bonita
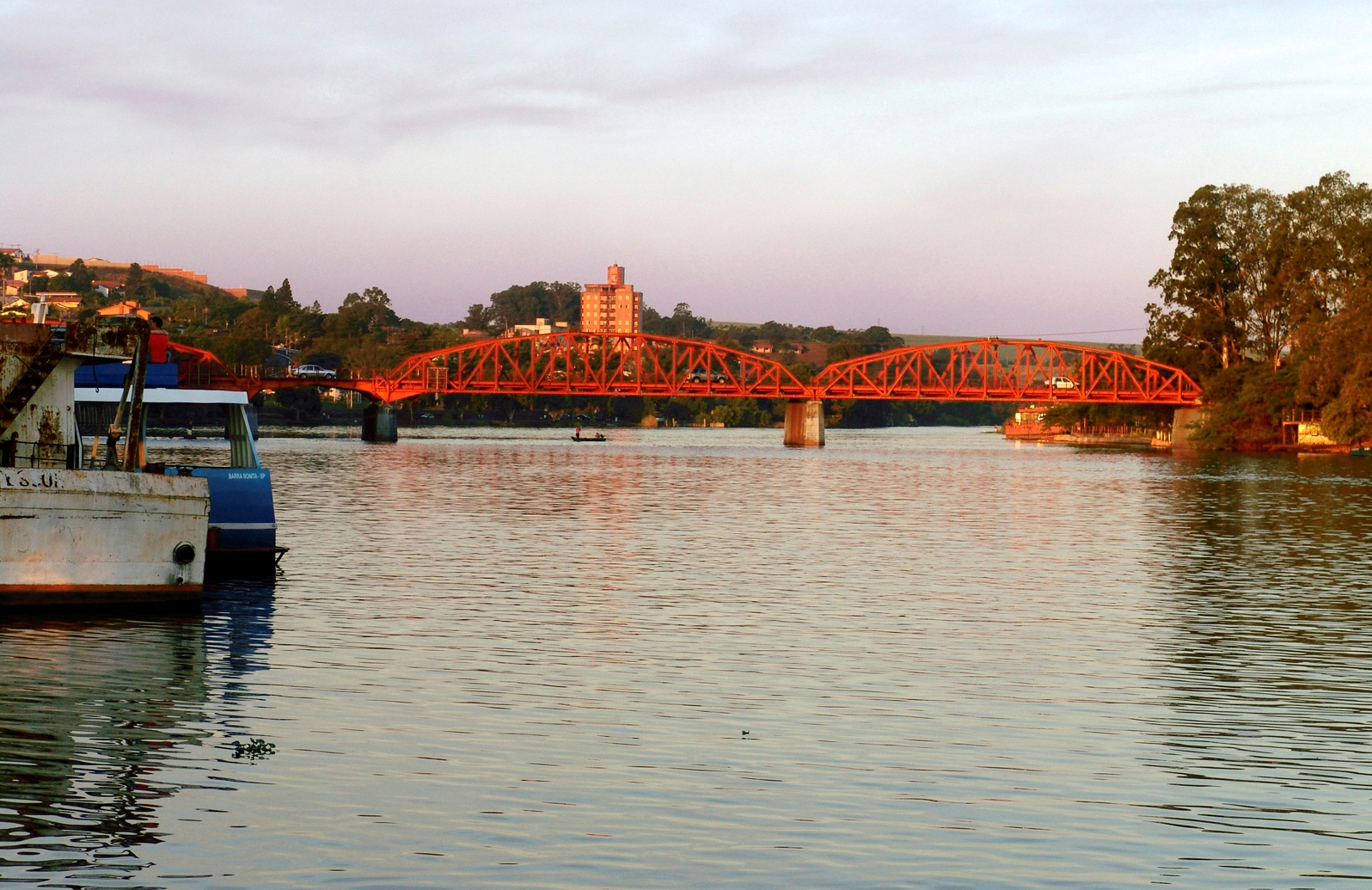
Pont sur le rio Tietê à Barra Bonita
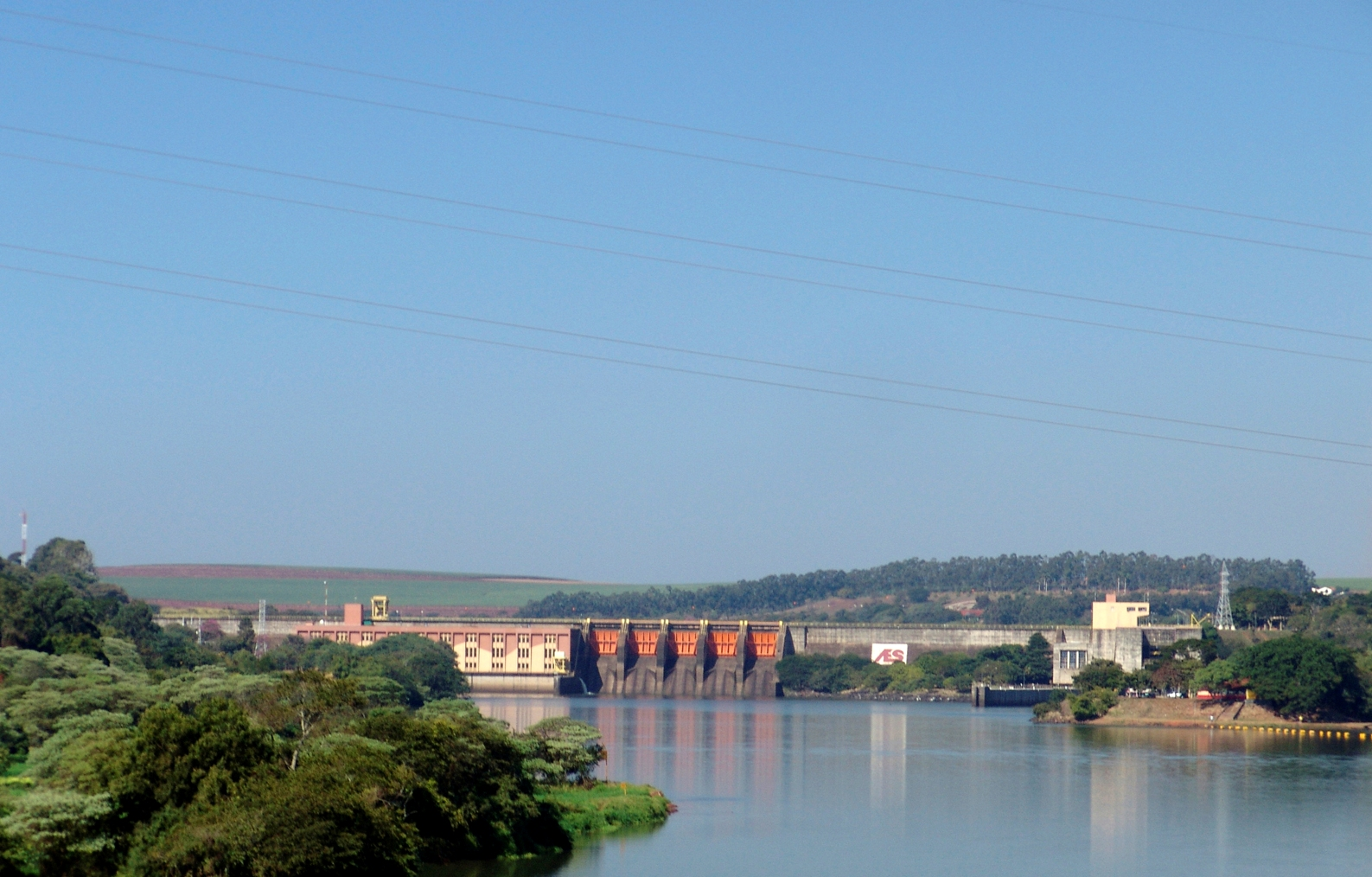
Barrage de Barra Bonita
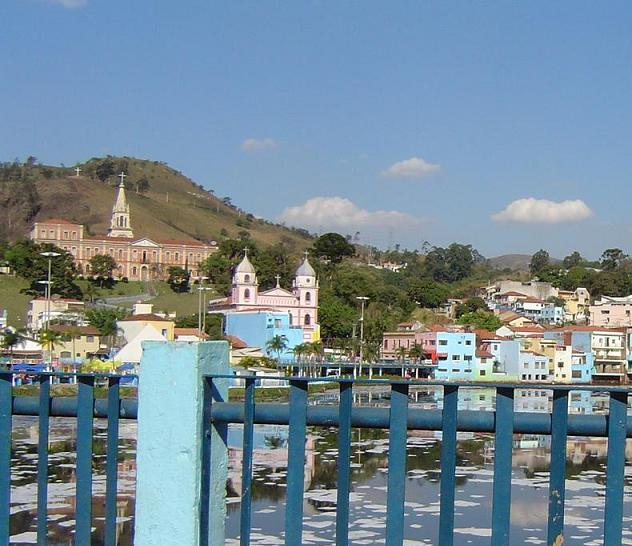
Pont sur le rio Tietê à Pirapora do Bom Jesus